# Reagrupamento dos Republicanos
O Reagrupamento dos Republicanos (em francês: Rassemblement des Républicains), mais conhecido pelo acrónimo RDR, foi um partido político da Costa do Marfim fundado oficialmente em 27 de setembro de 1994 por uma dissidência do Partido Democrata da Costa do Marfim (PCDI) liderada por Alassane Ouattara. Foi o principal defensor da ideologia liberal dentro do cenário político-partidário marfinense, alinhando-se dentro do espectro político mais ao centro.

## Histórico
O RDR foi membro ativo da Rede Liberal Africana, da Internacional Liberal e da Internacional Democrata Centrista. Foi o partido hegemônico do cenário político marfinense, detendo a maioria absoluta na Assembleia Nacional desde a eleição parlamentar de 2011 e com seu fundador ocupando a presidência do país desde sua vitória na eleição presidencial de 2010 e posterior reeleição em 2015.
Em 16 de julho de 2018, fundiu-se em conjunto com os partidos Movimento das Forças do Futuro (MFA), União pela Costa do Marfim (UPCI) e Partido Marfinense dos Trabalhadores (PIT) para transformar a então coalizão partidária Reagrupamento de Houphouëtistas  por Democracia e Paz (RHDP) em um partido político unificado e majoritário que atualmente ocupa posição hegemônica no cenário político marfinense.

## Resultados eleitorais

### Eleições presidenciais
| Eleição | Candidato         | Votos válidos | %      | Situação |
| ------- | ----------------- | ------------- | ------ | -------- |
| 2010    | Alassane Ouattara | 2 483 164     | 54,10% | Eleito   |
| 2015    | Alassane Ouattara | 2 618 229     | 83,66% | Eleito   |

### Eleições parlamentares
| Eleições | Assembleia Nacional | Assembleia Nacional          | Assembleia Nacional | Assembleia Nacional |
| Eleições | Votos válidos       | %                            | Assentos            | +/-                 |
| -------- | ------------------- | ---------------------------- | ------------------- | ------------------- |
| 1995     | Sem dados           | 7,43%                        | 13 / 175            | Novo                |
| 2000–01  | Sem dados           | 2,22%                        | 5 / 225             | 9                   |
| 2011     | 819 086             | 41,83%                       | 127 / 255           | 122                 |
| 2016     | 1 019 057           | 50,26% (como membro do RHDP) | 167 / 255           | 40                  |